# Acidente do C-130 da Força Aérea da Indonésia em 2015
O Desastre do Hercules C-130 da Força Aérea da Indonésia foi um acidente aéreo ocorrido em 30 de maio de 2015, no Aeroporto Internacional Polonia, em Medan, capital da Sumatra do Norte. O acidente ocorreu com um C-130 Hercules da Força Aérea da Indonésia, que tinha a bordo 109 passageiros e 12 tripulantes. Além dos passageiros e tripulação, 22 pessoas em terra foram mortas, totalizando 143 mortes. A causa da queda da aeronave ainda está sob investigação, mas a causa mais provável é que tenha havido um incêndio na turbina, logo após a decolagem.
No momento do acidente, a aeronave estava transportando militares e suas famílias e, possivelmente, alguns passageiros civis pagantes, uma violação dos regulamentos do governo, mas que é muitas vezes tolerada. A aeronave estava programada para pernoitar em Pontianak, no Aeroporto Supadio e chegar ao seu destino nas Ilhas Riau.